# 红短檐苣苔
红短檐苣苔（学名：Tremacron rubrum）为苦苣苔科短檐苣苔属下的一个种。